# アソシアソン・スポルティーヴァ・ソシエダージ・ウニーダ
アソシアソン・スポルティーヴァ・ソシエダージ・ウニーダ (ポルトガル語: Associação Sportiva Sociedade Unida) は、ブラジル・リオグランデ・ド・ノルテ州アスーにホームを置くサッカークラブである。クラブの所在地 (Assu, Açu) とクラブ名の頭文字をかけ、ASSU（アスー）と呼ばれる。クラブカラーは緑と白で、マスコットはカメレオン。
2002年1月10日に設立。カンピオナート・ポティグァル（リオグランデ・ド・ノルテ州選手権）に参戦している。2009年には優勝して、翌年のコパ・ド・ブラジルに出場（56位）している。

## タイトル

### 国内タイトル
- カンピオナート・ポティグァル：1回
  - 2009
- コパRN：1回
  - 2009

なし